# Galeodes blanchardi
Galeodes blanchardi är en spindeldjursart som beskrevs av Simon 1891. Galeodes blanchardi ingår i släktet Galeodes och familjen Galeodidae. Inga underarter finns listade i Catalogue of Life.